# Чхве Бьон Чхоль
Чхве Бьон Чхоль  (кор. 최 병철, 24 жовтня 1981) — південнокорейський фехтувальник, олімпійський медаліст.

## Виступи на Олімпіадах
| Олімпіада   | Дисципліна       | Місце |
| ----------- | ---------------- | ----- |
| Афіни 2004  | рапіра, особисті | 14    |
| Афіни 2004  | рапіра, командні | 7     |
| Пекін 2008  | рапіра, особисті | 9     |
| Лондон 2012 | рапіра, особисті | 3     |